# 52e régiment d'infanterie (France)
Pour les articles homonymes, voir 52e régiment.

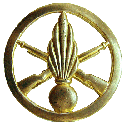
Insigne de béret d'infanterie.

Le 52e régiment d'infanterie (52e RI) est un régiment d'infanterie de l'Armée de terre française créé sous la Révolution à partir du régiment de La Fère, un régiment français d'Ancien Régime.

## Création et différentes dénominations
- 1654 : régiment de Mazarin
- 1661 : régiment de La Fère
- 1791 : 52e régiment d'infanterie de ligne
- 1794 : 52e demi-brigade d’infanterie de bataille
- 1796 : 52e demi-brigade d’infanterie de ligne
- 1803 : 52e régiment d'infanterie de ligne
- 1815 : Légion de la Meurthe
- 1820 : 52e régiment d'infanterie de ligne
- 1882 : 52e régiment d'infanterie
- 1914 : à la mobilisation, donne naissance au  252e régiment d’infanterie
- 1923 : dissolution (traditions gardées par le 99e régiment d’infanterie)

## Chefs de corps
- 1791 : colonel Don Gratio Rossi (*)
- 1800 : chef de brigade Jean-Baptiste Michel Féry
- 1801 : chef de brigade Yves Marie Pastol (*)
- 1809 : colonel Jean Georges Grenier (*)
- 28 janvier 1814 : colonel Jean Muller
- 1815 : colonel Louis Marion Jacquet
- 1820 : colonel Adrien Lamorial Jean Marie de Warenghien de Flory (*)
- 1852-1855 : colonel Henri Antoine de Lostanges de Saint-Alvère[1]
- 1897-1902 : colonel Guillaume Gambert
- 1902-1905 : colonel Maximilien Maillot[2]

- 1914 : Lieutenant-colonel Souverain

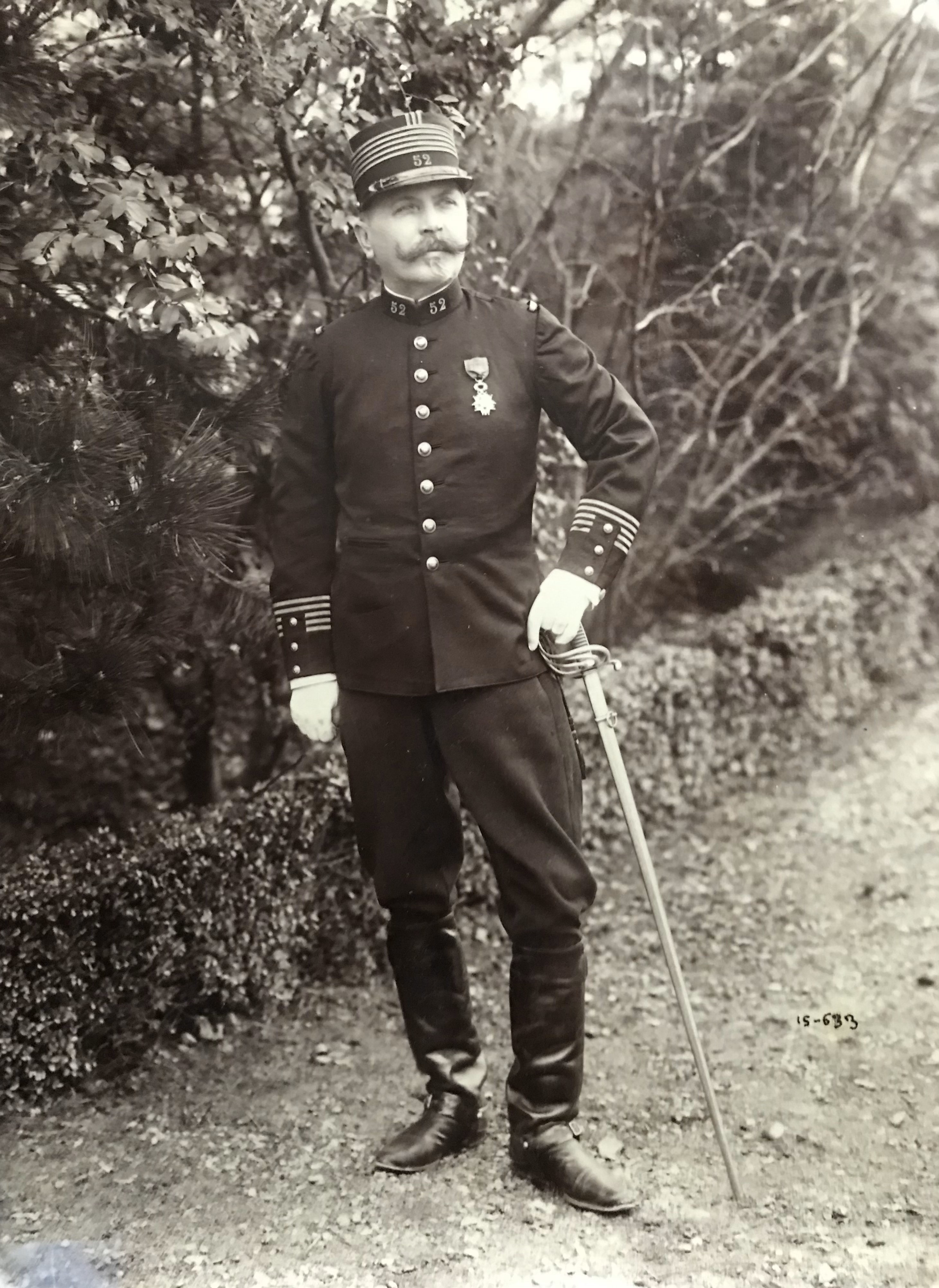
Colonel Maximilien Maillot.

## Historique des garnisons, combats et batailles

### Ancien Régime
- Espagne 1654-1659.
- Guerre de Dévolution 1667-1668.
- Hollande 1672-1678.
- Ligue d'Augsbourg 1688-1697.
- Succession d'Espagne 1701-1713.
- Succession d'Autriche 1740-1748.
- Sardaigne 1793.
- Toulon 1793.
- Corse 1794.
- Italie 1794-1795, 1800, 1805-1808.

### Guerres de la Révolution et de l'Empire
- Drapeau du 1er bataillon du 52e régiment d'infanterie de ligne de 1791 à 1793.
- Drapeau du 2e bataillon du 52e régiment d'infanterie de ligne de 1791 à 1793.

- 1800 : à l’armée de l'Ouest.
  - Bataille du pont du Loc'h
- 1805 : 
  - Bataille de Caldiero
- 1809 : Allemagne
- 1811-1813 : Espagne
- 1813 : Campagne d'Allemagne

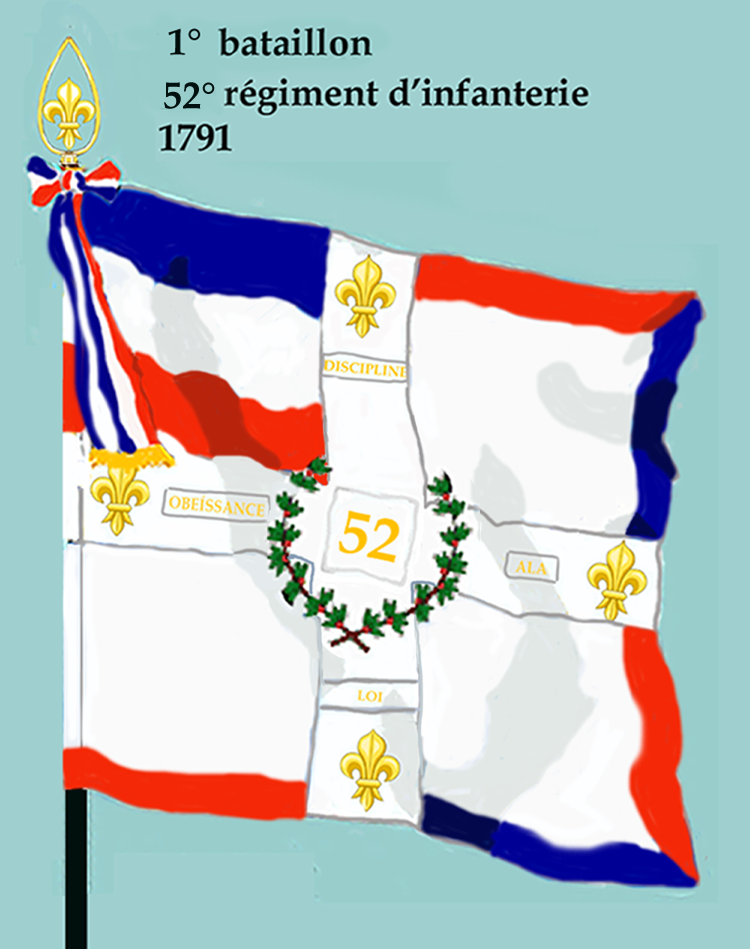
Drapeau du 1er bataillon du d'infanterie de ligne de 1791 à 1793.
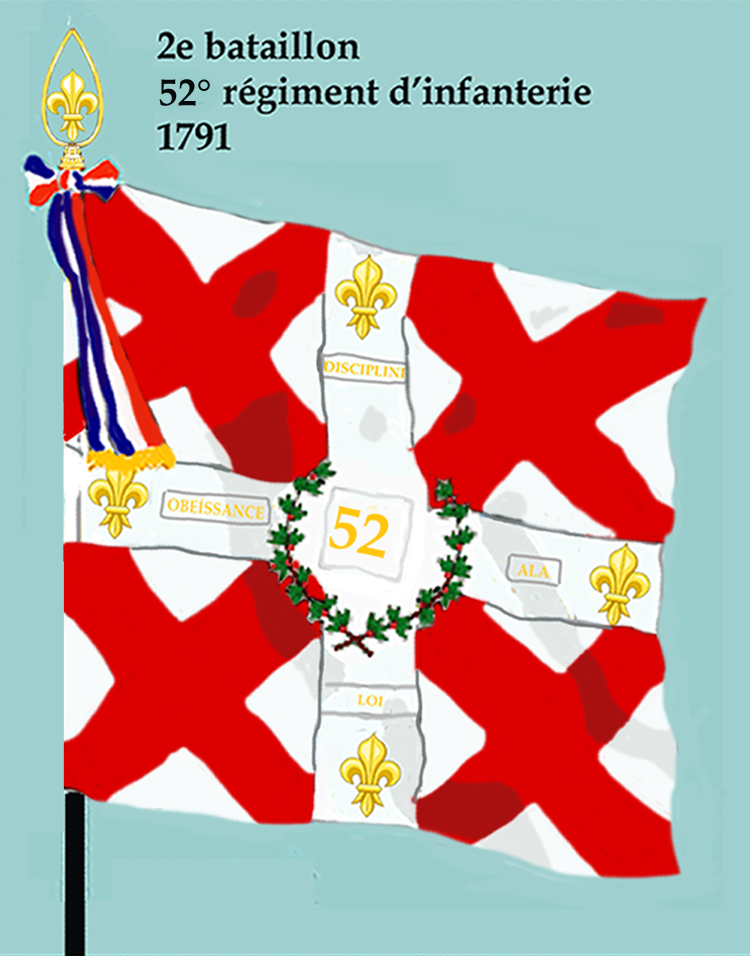
Drapeau du 2e bataillon du d'infanterie de ligne de 1791 à 1793.

  - 16-19 octobre : Bataille de Leipzig
- 1814 : Italie

### 1815 à 1852
- 1823 : Espagne.
- 1830 : Une ordonnance du 18 septembre crée le 4e bataillon et porte le régiment, complet, à 3 000 hommes[3].
- 1832 : Belgique.

### Second Empire
- 1855 : Crimée.
- 1859 : Italie.

### 1870 à 1914
- Guerre franco-prussienne de 1870
  - 31 août : Bataille de Bazeilles
- mars 1871 : stationné à Narbonne, le régiment est associé, des deux côtés de l’évènement, à la Commune de Narbonne[4]

### Première Guerre mondiale
En 1914 casernement : Montélimar ; 54e Brigade d'Infanterie ; 27e division d’infanterie ; 14e corps d’armée.

Le 52e régiment reste à la 27e division d'infanterie durant la durée de la guerre.

#### 1915
- mars 1915 : le dépôt du 52e RI forme une compagnie du 414e régiment d'infanterie.
- janvier - août 1915 : Somme, secteur de Lihons.
- 25 septembre-6 octobre : seconde bataille de Champagne

« A donné l'assaut, drapeau déployé, tambours battants. » Citation.

#### 1916
- janvier - mars 1916 : Champagne, secteur de Souain.
- mars - août 1916 : Bataille de Verdun, secteur du fort de Vaux et tunnel de Tavannes de mars à mai, Damloup fontaine de Tavannes de juin à septembre.

#### 1917
- 1917 :
  - bataille du Chemin des Dames
« A enlevé, avec un entrain admirable, les positions très fortement organisées. » Général Nivelle
  - bataille de la Malmaison

### Entre-deux-guerres
Le régiment est dissous en 1923.

## Drapeau
Il porte, cousues en lettres d'or dans ses plis, les inscriptions suivantes :
- Valeggio 1800
- Wagram 1809
- Sébastopol 1855
- Magenta 1859
- Champagne 1915
- Verdun 1916
- L’Aisne 1917

## Décorations
- Sa cravate est décorée de la Croix de guerre 1914-1918 avec deux palmes (deux citations à l'ordre de l'armée).
- Il a le droit au port de la fourragère aux couleurs du ruban de la Croix de guerre 1914-1918.

En 1848, dénommé « premier régiment de la république ».[réf. nécessaire]

## Sources et bibliographie
- Recueil d'historiques de l'infanterie française, général Andolenko, Eurimprim 1969.
- Historique du 52e régiment d'infanterie pendant la guerre 1914-1918, Paris, Berger-Levrault, 43 p., lire en ligne sur Gallica.